# Peter Douglas
Peter Vincent Douglas (23 de noviembre de 1955) es un productor de televisión y cine estadounidense. Es el tercer hijo del actor Kirk Douglas y el primero de su segunda esposa, la productora germano-americana Anne Buydens. Douglas trabajó estrechamente con su padre y se convirtió en presidente de The Bryna Company, una empresa independiente de producción de cine y televisión formada por Kirk Douglas en 1949. En 1978, fundó su propia compañía de producción cinematográfica, Vincent Pictures.
Douglas ganó un Premio Emmy del Primetime por Mejor Especial de Drama/Comedia en 1988 por su producción de Inherit the Wind, en la que también actuaron su padre y Jason Robards. Dos años antes, había sido nominado para el mismo premio por su producción de Amos, que también contaba con la participación de su padre.

## Biografía
Peter Douglas nació en Los Ángeles, California, el 23 de noviembre de 1955. Su segundo nombre fue dado en homenaje a Vincent van Gogh, a quien su padre estaba retratando en una versión fílmica que se estaba rodando en Europa en el momento de su nacimiento. La película en cuestión, Lust for Life, se estrenó más tarde en 1956. En 1958, su padre nombró su nueva compañía de publicación musical, Peter Vincent Music Corporation (una subsidiaria de Bryna Productions), en honor a su hijo, mientras que Peter más tarde nombró su propia compañía de producción cinematográfica independiente Vincent Pictures. En 1958, el joven Peter fue visto en el programa de televisión This Is Your Life, que estaba honrando la vida y carrera de su padre.
Los primeros trabajos de Douglas en la industria cinematográfica estuvieron ligados a su padre, principalmente a través de su compañía de producción cinematográfica independiente, Bryna Productions. Cuando era niño, Douglas tuvo pequeños papeles sin acreditar en las películas de su padre The Vikings y Stranger When We Meet (en las cuales Kirk Douglas tanto produjo como protagonizó). Douglas asistió a la escuela secundaria en una academia militar en el sur de California. A principios de la década de 1970, estudió fotografía en el Los Angeles Art Center. En junio de 1972, a la edad de 17 años, Douglas fue contratado por su padre como fotógrafo fijo cuando The Bryna Company produjo Scalawag en locación en Yugoslavia. Su padre produjo, dirigió y protagonizó la película, mientras que su madre Anne fue coproductora; su hermano menor Eric fue el asistente del productor y su perro familiar, Shaft Douglas, tuvo un papel en la película. Durante la producción de Scalawag, la actriz Lesley-Anne Down posó para Peter y las fotos fueron vendidas a la revista Playboy.
Douglas volvió a desempeñarse como fotógrafo fijo cuando su familia viajó de Yugoslavia a Inglaterra para la película musical para televisión de The Bryna Company, Dr. Jekyll and Mr. Hyde. Las imágenes tomadas por Douglas de la transformación del personaje fueron utilizadas en la portada de la sección TV Times del Los Angeles Times el 4 de marzo de 1973. Douglas asistió a la Universidad de California en Santa Bárbara durante un año y medio, pero finalmente abandonó para centrarse en la fotografía y el trabajo cinematográfico. En noviembre de 1973, Douglas fotografió a su hermano Michael y a su entonces novia Brenda Vaccaro en su casa de Benedict Canyon para su publicación en varias revistas líderes. También se convirtió en el fotógrafo oficial del nadador olímpico Mark Spitz. En marzo de 1974, Douglas formó su propia empresa de servicios fotográficos y estudio de fotografía, Bryna International, y fue representado por la agente de talentos Phyllis Carlyle a través de su agencia A-Plus. Carlyle consiguió contratos de fotografía para Douglas en publicaciones como Cosmopolitan y grandes agencias de publicidad. En junio de 1974, Douglas fotografió a Frank Sinatra cocinando una cena italiana especial para el aniversario de sus padres y las imágenes fueron utilizadas en varias publicaciones.
Para la próxima película de The Bryna Company, Posse, filmada de septiembre a noviembre de 1974, Douglas se desempeñó como supervisor de postproducción. Luego, Douglas comenzó a trabajar en el desarrollo de Something Wicked This Way Comes de Ray Bradbury, que tardaría nueve años en completarse y finalmente se filmaría como una coproducción entre The Bryna Company y Walt Disney Productions. Douglas también trabajó como asistente de productor en Columbia Pictures durante mediados y finales de la década de 1970.
Los créditos de producción televisiva de Peter Douglas incluyen Inherit the Wind (1988), por la cual ganó el Premio Emmy al Mejor Especial de Drama o Comedia, y Amos (1984), que también fue nominado al Emmy en la misma categoría. Sus créditos cinematográficos incluyen el clásico de ciencia ficción y viajes en el tiempo The Final Countdown (1980), en el que su padre protagonizó, y la adaptación de la clásica novela de Ray Bradbury, Something Wicked This Way Comes (1983), que ganó el Premio Saturn al Mejor Film de Fantasía. También produjo el éxito de comedia y suspenso Fletch (1985), así como su secuela Fletch Lives (1989), ambas protagonizadas por Chevy Chase. En diciembre de 1985, se informó que Peter Douglas y Michael Phillips estaban trabajando en el desarrollo de una película basada en la novela de Isaac Asimov, The End of Eternity, para Tri-Star Pictures. La propiedad permanecería en desarrollo durante varios años pero nunca se filmaría.
Douglas escribió, dirigió y produjo la película independiente A Tiger's Tale (1988), protagonizada por Ann-Margret. Fue el productor ejecutivo del thriller dramático de HBO The Enemy Within, protagonizado por Forest Whitaker y Jason Robards, y también fue productor ejecutivo de la película de 2009 Whip It protagonizada por Drew Barrymore y Elliot Page.
Douglas se casó con Lisa Schroeder en 1991. Tienen cuatro hijos.
En 2012, Vincent Pictures anunció que Peter Douglas estaba trabajando en un remake de la película de 1966 Grand Prix, que su padre produjo ejecutivamente a través de Douglas and Lewis Productions.

## Filmografía
| Año  | Título                          | Roles                                 |
| ---- | ------------------------------- | ------------------------------------- |
| 1958 | The Vikings                     | Actor (como Young Boy, sin acreditar) |
| 1960 | Strangers When We Meet          | Actor (como Young Boy, sin acreditar) |
| 1973 | Dr. Jekyll and Mr. Hyde         | Todavía fotógrafo                     |
| 1973 | Scalawag                        | Todavía fotógrafo                     |
| 1975 | Posse                           | Supervisor de posproducción           |
| 1980 | The Final Countdown             | Productor, actor (como intendente)    |
| 1983 | Something Wicked This Way Comes | Productor                             |
| 1985 | Fletch                          | Productor                             |
| 1985 | Amos                            | Productor                             |
| 1987 | A Tiger's Tales                 | Productor, director, escritor         |
| 1988 | Inherit the Wind                | Productor                             |
| 1989 | Fletch Lives                    | Productor                             |
| 1994 | The Enemy Within                | Productor                             |
| 2009 | Whip It                         | Productor                             |